# Staurogyne
Staurogyne is een geslacht uit de acanthusfamilie (Acanthaceae). De soorten uit het geslacht komen wereldwijd voor in de (sub)tropen.

## Soorten
- Staurogyne alba Braz & R.Monteiro
- Staurogyne amboinica Bremek.
- Staurogyne amoena Benoist
- Staurogyne andamanica M.V.Ramana, Sanjappa, Venu & Chorghe
- Staurogyne anigozanthus (Nees) Kuntze
- Staurogyne anomala Bremek.
- Staurogyne arcuata C.B.Clarke
- Staurogyne argentea Wall.
- Staurogyne aristata E.Hossain
- Staurogyne athroantha Bremek.
- Staurogyne atropurpurea E.Hossain
- Staurogyne axillaris S.Moore
- Staurogyne balansae Benoist
- Staurogyne batuensis Bremek.
- Staurogyne beddomei (C.B.Clarke) Kuntze
- Staurogyne bella Bremek.
- Staurogyne bicolor (Mildbr.) Champl.
- Staurogyne brachiata (Hiern) Leonard
- Staurogyne brachystachya Benoist
- Staurogyne brevicaulis Benoist
- Staurogyne bullata Bremek.
- Staurogyne burbidgei C.B.Clarke ex Bremek.
- Staurogyne cambodiana (Benoist) E.Hossain
- Staurogyne capillipes Bremek.
- Staurogyne capitata E.A.Bruce
- Staurogyne chapaensis Benoist
- Staurogyne ciliata Elmer
- Staurogyne citrina Ridl.
- Staurogyne comosa Kuntze
- Staurogyne concinnula (Hance) Kuntze
- Staurogyne condensata (Ridl.) Bremek.
- Staurogyne coriacea (T.Anderson ex C.B.Clarke) Kuntze
- Staurogyne cuneata J.B.Imlay
- Staurogyne dasyphylla Bremek.
- Staurogyne debilis (T.Anderson) C.B.Clarke
- Staurogyne densifolia Bremek.
- Staurogyne diandra E.Hossain
- Staurogyne diantheroides Lindau
- Staurogyne dispar J.B.Imlay
- Staurogyne elegans (Nees) Kuntze
- Staurogyne elongata (Nees) Kuntze
- Staurogyne ericoides Lindau
- Staurogyne euryphylla E.Hossain
- Staurogyne eustachya Lindau
- Staurogyne expansa Bremek.
- Staurogyne fastigiata (Nees) Kuntze
- Staurogyne filipes E.Hossain
- Staurogyne flava Braz & R.Monteiro
- Staurogyne glutinosa (Wall. ex C.B.Clarke) Kuntze
- Staurogyne gracilis (T.Anderson) Kuntze
- Staurogyne grandiflora E.Hossain
- Staurogyne griffithiana (Nees) Kuntze
- Staurogyne guianensis (Bremek.) T.F.Daniel & McDade
- Staurogyne hainanensis C.Y.Wu & H.S.Lo
- Staurogyne havilandii C.B.Clarke ex Bremek.
- Staurogyne helferi (T.Anderson) Kuntze
- Staurogyne hirsuta (Nees) Kuntze
- Staurogyne humifusa Bremek.
- Staurogyne hypoleuca Benoist
- Staurogyne inaequalis E.Hossain
- Staurogyne incana (Blume) Kuntze
- Staurogyne itatiaiae (Wawra) Leonard
- Staurogyne jaheri Bremek.
- Staurogyne kamerunensis (Engl.) Benoist
- Staurogyne kerrii E.Hossain
- Staurogyne kinabaluensis Bremek.
- Staurogyne kingiana C.B.Clarke
- Staurogyne lanceolata (Blume) Kuntze
- Staurogyne lasiobotrys (Nees) Kuntze
- Staurogyne latifolia Bremek.
- Staurogyne lepidagathoides Leonard
- Staurogyne letestuana Benoist
- Staurogyne longeciliata Bremek.
- Staurogyne longibracteata E.Hossain
- Staurogyne longicuneata H.S.Lo
- Staurogyne longifolia (Nees) Kuntze
- Staurogyne macclellandii (T.Anderson) Kuntze
- Staurogyne macrobotrya (Kurz) T.F.Daniel & McDade
- Staurogyne macrophylla (T.Anderson ex C.B.Clarke) Kuntze
- Staurogyne major Benoist
- Staurogyne malaccensis C.B.Clarke
- Staurogyne mandioccana (Nees) Kuntze
- Staurogyne merguensis (T.Anderson) Kuntze
- Staurogyne merrillii Bremek.
- Staurogyne minarum (Nees) Kuntze
- Staurogyne miqueliana Kuntze
- Staurogyne monticola Benoist
- Staurogyne neesii (S.Vidal) Merr.
- Staurogyne nitida (Rchb.f.) Braz & T.F.Daniel
- Staurogyne novoguineensis (Kaneh. & Hatus.) B.L.Burtt
- Staurogyne obtusa (Nees) Kuntze
- Staurogyne ophiorrhizoides Elmer
- Staurogyne palawanensis (Elmer) Bremek.
- Staurogyne paludosa (Mangenot & Aké Assi) Heine
- Staurogyne panayensis Bremek.
- Staurogyne paniculata (Wall. ex T.Anderson) Kuntze
- Staurogyne paotingensis C.Y.Wu & H.S.Lo
- Staurogyne papuana Lauterb.
- Staurogyne parva Braz & R.Monteiro
- Staurogyne parvicaulis B.Hansen
- Staurogyne parviflora (T.Anderson ex C.B.Clarke) Kuntze
- Staurogyne perpusilla A.N.Henry & N.P.Balakr.
- Staurogyne petelotii Benoist
- Staurogyne polybotrya (Nees) Kuntze
- Staurogyne priariganensis Bremek.
- Staurogyne pseudocapitata Champl.
- Staurogyne punctata J.B.Imlay
- Staurogyne racemosa (Roxb.) Kuntze
- Staurogyne ranaiensis Bremek.
- Staurogyne repens (Nees) Kuntze
- Staurogyne riedeliana (Nees) Kuntze
- Staurogyne rosulata Bremek.
- Staurogyne rubescens Braz & R.Monteiro
- Staurogyne samarensis Bremek.
- Staurogyne sandakanica Bremek.
- Staurogyne scandens Benoist
- Staurogyne scopulicola Kiew
- Staurogyne sesamoides (Hand.-Mazz.) B.L.Burtt
- Staurogyne setigera (Nees) Kuntze
- Staurogyne shanica W.W.Sm.
- Staurogyne sichuanica H.S.Lo
- Staurogyne simonsii (T.Anderson) Kuntze
- Staurogyne singularis Bremek.
- Staurogyne sinica C.Y.Wu & H.S.Lo
- Staurogyne spatulata (Blume) Koord.
- Staurogyne spiciflora (Miq.) Bremek.
- Staurogyne spiciformis E.Hossain
- Staurogyne spraguei Wassh.
- Staurogyne stenophylla Merr. & Chun
- Staurogyne stolonifera (Nees) Kuntze
- Staurogyne strigosa C.Y.Wu & H.S.Lo
- Staurogyne subcapitata Bremek.
- Staurogyne subcordata Benoist
- Staurogyne subglabra C.B.Clarke
- Staurogyne subrosulata E.Hossain
- Staurogyne sundana Bremek.
- Staurogyne sylvatica Lindau ex Braz & R.Monteiro
- Staurogyne tenera Benoist
- Staurogyne tenuispica Bremek.
- Staurogyne thyrsoidea (Nees) Kuntze
- Staurogyne trinitensis Leonard
- Staurogyne vauthieriana (Nees) Kuntze
- Staurogyne veronicifolia (Nees) Kuntze
- Staurogyne vicina Benoist
- Staurogyne viscida (Ridl.) Bremek.
- Staurogyne warmingiana (Hiern) Leonard
- Staurogyne yunnanensis H.S.Lo
- Staurogyne zeylanica (Nees) Kuntze

... · 
Acanthopsis · 
Acanthus · 
Achyrocalyx · 
Afrofittonia · 
Ambongia · 
Ancistranthus · 
Andrographis · 
Angkalanthus · 
Anisacanthus · 
Anisosepalum · 
Anisotes · 
Anomacanthus · 
Aphanosperma · 
Aphelandra · 
Ascotheca · 
Asystasia · 
Avicennia · 
Ballochia · 
Barleria · 
Barleriola · 
Blepharis · 
Borneacanthus · 
Boutonia · 
Brachystephanus · 
Bravaisia · 
Brillantaisia · 
Brunoniella · 
Calacanthus · 
Calycacanthus · 
Camarotea · 
Carlowrightia · 
Celerina · 
Cephalacanthus · 
Chalarothyrsus · 
Chamaeranthemum · 
Chileranthemum · 
Chlamydacanthus · 
Chlamydocardia · 
Chorisochora · 
Chroesthes · 
Clinacanthus · 
Clistax · 
Codonacanthus · 
Conocalyx · 
Cosmianthemum · 
Crabbea · 
Crossandra · 
Crossandrella · 
Cyclacanthus · 
Cynarospermum · 
Cyphacanthus · 
Danguya · 
Dasytropis · 
Dichazothece · 
Dicladanthera · 
Dicliptera · 
Dischistocalyx · 
Duosperma · 
Dyschoriste · 
Ecbolium · 
Echinacanthus · 
Elytraria · 
Encephalosphaera · 
Eranthemum · 
Eremomastax · 
Filetia · 
Fittonia · 
Forcipella · 
Glossochilus · 
Graphandra · 
Graptophyllum · 
Gymnostachyum · 
Gypsacanthus · 
Hansteinia · 
Haplanthodes · 
Harpochilus · 
Hemigraphis · 
Henrya · 
Herpetacanthus · 
Heteradelphia · 
Holographis · 
Hoverdenia · 
Hulemacanthus · 
Hygrophila · 
Hypoestes · 
Ichthyostoma · 
Isoglossa · 
Isotheca · 
Jadunia · 
Justicia · 
Kalbreyeriella · 
Kosmosiphon · 
Kudoacanthus · 
Lankesteria · 
Leandriella · 
Lepidagathis · 
Megalochlamys ·
Ruellia · 
Strobilanthes · 
Thunbergia · 
...